# In Your Dreams
Albums de Stevie Nicks
Trouble in Shangri-La
(2001) 24 Karat Gold: Songs From The Vault
(2014)
Singles
1. Secret Love
Sortie : 13 janvier 2011
2. For What It's Worth
Sortie : 11 juillet 2011

In Your Dreams est le septième album studio de la chanteuse américaine et membre de Fleetwood Mac Stevie Nicks, sorti en 2011 sous le label Reprise Records. C'est son premier album studio depuis 2001 et Trouble in Shangri-La et coïncide aussi avec le trentième anniversaire de la sortie de son premier album Bella Donna.
Le 11 mai 2011, Billboard Magazine annonce que l'album s'est vendu à 52 000 exemplaires la semaine de sa sortie et a atteint la sixième place du hit-parade américain, donnant à la chanteuse son cinquième album à percer le top 10 du classement.

## Histoire de l'album
En février 2010, Dave Stewart (musicien et producteur, connu pour être membre du duo Eurythmics révèle, via son compte Twitter qu'il a travaillé avec Stevie Nicks sur au moins quatre chansons, dont une intitulée Everybody Loves You. Il poste également un échantillon de 38 secondes de la chanson. Il confirme que lui et Stevie travaillent sur un nouvel album.
Le 16 mars 2010, Stewart annonce, toujours via Twitter, qu'il est en train d'enregistrer des chansons avec Stevie Nicks. en mai, il dit dans une émission de radio que l'album sortirait à la fin de l'année 2010, ce qui s’avérera prématuré.
En juillet, des photos de Dave Stewart et Stevie Nicks en train de travailler en studio sont publiées sur Twitter et on apprend que Waddy Wachtel, Mike Campbell, Michael Bradford, Mike Rowe, et Steve Ferrone travaillent tous sur l'album et que Mick Fleetwood, fondateur et batteur de Fleetwood Mac, apparaîtrait sur au moins une chanson. Waddy Wachtel est le guitariste de longue date de Stevie, ayant joué sur tous ses albums et la plupart de ses tournées. En août, la chanteuse joue cinq concerts aux États-Unis, puis revient en studio finaliser l'enregistrement de l'album.
Le 7 mars 2011, la couverture de l'album est révélée sur le site internet de Stevie Nicks. La photo a été prise par Kristin Burns. On y voit Stevie et un cheval dans une forêt. La liste des titres est révélée peu de temps après.

## Liste des titres
| 1.      | Secret Love                               | Stevie Nicks               | Stevie Nicks                | 3:15 |
| 2.      | For What It's Worth                       | Stevie Nicks               | Mike Campbell               | 4:32 |
| 3.      | In Your Dreams                            | Stevie Nicks               | Dave Stewart                | 3:58 |
| 4.      | Wide Sargasso Sea                         | Stevie Nicks               | Dave Stewart                | 5:36 |
| 5.      | New Orleans                               | Stevie Nicks               | Neale Heywood               | 5:34 |
| 6.      | Moonlight (A Vampire's Dream)             | Stevie Nicks               | Stevie Nicks                | 5:26 |
| 7.      | Annabel Lee                               | adapté d'Edgar Allan Poe   | Stevie Nicks, Waddy Wachtel | 5:58 |
| 8.      | Soldier's Angel (avec Lindsey Buckingham) | Stevie Nicks               | Stevie Nicks                | 5:16 |
| 9.      | Everybody Loves You (avec Dave Stewart)   | Stevie Nicks, Dave Stewart | Dave Stewart                | 5:16 |
| 10.     | Ghosts Are Gone                           | Stevie Nicks               | Dave Stewart                | 6:06 |
| 11.     | You May Be The One                        | Stevie Nicks               | Dave Stewart                | 5:26 |
| 12.     | Italian Summer                            | Stevie Nicks               | Dave Stewart                | 4:38 |
| 13.     | Cheaper Than Free (avec Dave Stewart)     | Stevie Nicks               | Dave Stewart                | 3:38 |
| 1:04:39 |                                           |                            |                             |      |

| Édition Barnes & Noble/Royaume-Uni/Limitée, | Édition Barnes & Noble/Royaume-Uni/Limitée, | Édition Barnes & Noble/Royaume-Uni/Limitée, | Édition Barnes & Noble/Royaume-Uni/Limitée, | Édition Barnes & Noble/Royaume-Uni/Limitée, | Édition Barnes & Noble/Royaume-Uni/Limitée, | Édition Barnes & Noble/Royaume-Uni/Limitée, | Édition Barnes & Noble/Royaume-Uni/Limitée, | Édition Barnes & Noble/Royaume-Uni/Limitée, | Édition Barnes & Noble/Royaume-Uni/Limitée, |
| No                                          | Titre                                       | Paroles                                     | Musique                                     | Durée                                       |                                             |                                             |                                             |                                             |                                             |
| ------------------------------------------- | ------------------------------------------- | ------------------------------------------- | ------------------------------------------- | ------------------------------------------- | ------------------------------------------- | ------------------------------------------- | ------------------------------------------- | ------------------------------------------- | ------------------------------------------- |
| 1.                                          | Secret Love                                 | Stevie Nicks                                | Stevie Nicks                                | 3:15                                        |                                             |                                             |                                             |                                             |                                             |
| 2.                                          | For What It's Worth                         | Stevie Nicks                                | Mike Campbell                               | 4:32                                        |                                             |                                             |                                             |                                             |                                             |
| 3.                                          | In Your Dreams                              | Stevie Nicks                                | Dave Stewart                                | 3:58                                        |                                             |                                             |                                             |                                             |                                             |
| 4.                                          | Wide Sargasso Sea                           | Stevie Nicks                                | Dave Stewart                                | 5:36                                        |                                             |                                             |                                             |                                             |                                             |
| 5.                                          | New Orleans                                 | Stevie Nicks                                | Neale Heywood                               | 5:34                                        |                                             |                                             |                                             |                                             |                                             |
| 6.                                          | Moonlight (A Vampire's Dream)               | Stevie Nicks                                | Stevie Nicks                                | 5:26                                        |                                             |                                             |                                             |                                             |                                             |
| 7.                                          | Annabel Lee                                 | adapté d'Edgar Allan Poe                    | Stevie Nicks, Waddy Wachtel                 | 5:58                                        |                                             |                                             |                                             |                                             |                                             |
| 8.                                          | My Heart                                    | Stevie Nicks                                | Dave Stewart                                | 4:12                                        |                                             |                                             |                                             |                                             |                                             |
| 9.                                          | Soldier's Angel (avec Lindsey Buckingham)   | Stevie Nicks                                | Stevie Nicks                                | 5:16                                        |                                             |                                             |                                             |                                             |                                             |
| 10.                                         | Everybody Loves You (avec Dave Stewart)     | Stevie Nicks, Dave Stewart                  | Dave Stewart                                | 5:16                                        |                                             |                                             |                                             |                                             |                                             |
| 11.                                         | Ghosts Are Gone                             | Stevie Nicks                                | Dave Stewart                                | 6:06                                        |                                             |                                             |                                             |                                             |                                             |
| 12.                                         | You May Be The One                          | Stevie Nicks                                | Dave Stewart                                | 5:26                                        |                                             |                                             |                                             |                                             |                                             |
| 13.                                         | Italian Summer                              | Stevie Nicks                                | Dave Stewart                                | 4:38                                        |                                             |                                             |                                             |                                             |                                             |
| 14.                                         | Cheaper Than Free (avec Dave Stewart)       | Stevie Nicks                                | Dave Stewart                                | 3:38                                        |                                             |                                             |                                             |                                             |                                             |
| 1:08:51                                     |                                             |                                             |                                             |                                             |                                             |                                             |                                             |                                             |                                             |

| Édition Deluxe iTunes | Édition Deluxe iTunes                         | Édition Deluxe iTunes | Édition Deluxe iTunes | Édition Deluxe iTunes | Édition Deluxe iTunes | Édition Deluxe iTunes | Édition Deluxe iTunes | Édition Deluxe iTunes | Édition Deluxe iTunes |
| No                    | Titre                                         | Durée                 |                       |                       |                       |                       |                       |                       |                       |
| --------------------- | --------------------------------------------- | --------------------- | --------------------- | --------------------- | --------------------- | --------------------- | --------------------- | --------------------- | --------------------- |
| 14.                   | Secret Love (vidéo)                           | 3:26                  |                       |                       |                       |                       |                       |                       |                       |
| 15.                   | Cheaper Than Free (avec David Stewart)(vidéo) | 3:40                  |                       |                       |                       |                       |                       |                       |                       |
| 1:11:45               |                                               |                       |                       |                       |                       |                       |                       |                       |                       |

## Singles
Le premier single, "Secret Love", sort le 13 janvier 2011. Dès sa sortie, le single est téléchargeable sur le site internet de la chanteuse en précommandant l'album entier. "Secret Love" est une adaptation mise à jour mais fidèle d'une démo qui circulait sur internet depuis longtemps. Elle atteint la vingtième place du Billboard Adult Contemporary Chart.
Un clip pour "Cheaper Than Free" (avec Dave Stewart) sort également.
"Soldier's Angel" est également diffusé sur certaines stations de radio le 27 mai 2011. Bien que la chanson ne soit pas un single, elle bénéficie d'une diffusion promotionnelle sur les ondes et elle peut être téléchargé via le Lifetime Network, toutes les recettes allant au "Yellow Ribbon Fund" pour l'armée américaine.
Le 16 juin 2011, il est annoncé que "For What It's Worth" serait le deuxième single de In Your Dreams, selon une déclaration de Live Nation qui a aussi annoncé une tournée américaine durant l'été. Le single sort le 11 juillet 2011 et le clip le 24 août.
Un clip pour "Moonlight (A Vampire's Dream) sort le 13 octobre 2011.

## Réception
À sa sortie, In Your Dreams reçoit d'excellentes critiques, certains affirmant que c'est le meilleur album de sa carrière.
Stephen Thomas Erlewine de AllMusic dit que "le vrai coup [de Dave Stewart]  est sa concentration, laissant chacun élément fondre ensemble pour que In Your Dreams capture l'essence, ce qui, comme le montrent ses trois décennies d'albums studio le montrent, n'est pas chose facile" et lui donne quatre étoiles sur cinq. Mikael Wood de EW  donne à l'album un "A", disant que "nous ne nous plaindrons pas d'entendre Stevie répéter le mot "dreams" ; en effet, à plusieurs reprises elle s'approche remarquablement près du chef d’œuvre de Fleetwood Mac".

## Promotion
Stevie Nicks fait une apparition le 13 janvier 2011 sur le plateau de The Ellen DeGeneres Show et joue "Stand Back". Au printemps, elle fait une tournée avec Rod Stewart, le Heart and Soul Tour.
Le 13 avril 2011, Stevie Nicks apparaît au Oprah Winfrey Show. Parallèlement, un clip pour "Cheaper Than Free" est mis en ligne sur l'ITunes Store. Le 26 avril, le clip pour "Secret Love" sort, comprenant des apparitions en guest star de Dave Stewart et Mick Fleetwood. Le lendemain, Rolling Stone met à disposition l'album entier pour le streaming, via son site internet.
Dû à une angine et un rhume, Stevie Nicks doit annuler plusieurs apparitions à New York la semaine de la sortie de In Your Dreams, dont une au Today Show et une performance au Webster Hall.
Le 10 mai 2011, Stevie Nicks apparaît à nouveau sur le plateau de The Ellen DeGeneres Show, chantant cette fois ci son single "Secret Love". Le 17 mai, elle fait une apparition dans l'émission Dancing with the Stars et y joue deux chansons.
En juin, Stevie fait sa première visite promotionnelle au Royaume-Uni depuis 1989, apparaissant dans les émissions BBC Breakfast et Loose Women et donnant plusieurs interviews pour The Sun, The Daily Mail, et The Telegraph. Le 26 juin, Nicks apparaît lors du festival Hard Rock Calling et chante devant une foule de plus de 50 000 personnes, sa première performance en Europe depuis 1989.
Rentrée aux États-Unis, elle joue un duo sur "Landslide" avec Javier Colon lors de l'émission de NBC The Voice le 29 juin.
Le 27 juillet 2011, Stevie Nicks fait une apparition dans le télé-crochet America's Got Talent, jouant pour la première fois en live "For What It's Worth" et son classique "Edge of Seventeen". Le lendemain, elle chante son single sur le plateau du talk-show The Tonight Show.
Le 26 août 2011, elle chante "For What It's Worth", "Lanslide" et "Rhiannon" lors de l'émission Good Morning America.

## Classements
| Palmarès (2011)              | Position |
| ---------------------------- | -------- |
| Australian Albums Chart      | 24       |
| Canadian Albums Chart        | 22       |
| Dutch Albums Chart           | 47       |
| New Zealand Albums Chart     | 35       |
| Norway Album Chart           | 39       |
| Swedish Albums Chart         | 39       |
| UK Albums Chart              | 14       |
| US Billboard Top Rock Albums | 3        |
| US Billboard 200             | 6        |

## Personnel
- Stevie Nicks : voix, claviers, percussion
- Ned Douglas : claviers et programmation
- Ricky Peterson, Mike Rojas : orgue Hammond, piano
- Zac Rae : orgue Hammond
- Mike Rowe : claviers, orgue Hammond
- Glen Ballard : guitares, claviers et piano
- Lindsey Buckingham, Dave Stewart : guitares, voix
- Tom Bukovac, Rob Cavallo, Neale Heywood, Waddy Wachtel : guitares
- Greg Leisz : mandoline
- Mike Campbell : guitares électrique, acoustique et lap steel, basse, claviers, batterie, percussion
- Mike Bradford, Simon Smith, Michael Rhodes : basse
- Al Ortiz : guitares électrique, acoustique et basse
- Chad Cromwell, Steve Ferrone, Mick Fleetwood, Blair Sinta : batterie
- Scott Campbell : programmation de la batterie et percussion additionnelle
- Lenny Castro, Mike Fasano : percussion
- Sharon Celani, Lori Nicks : chœurs
- Ann Marie Calhoun, Torrey DeVitto : violons (toutes les cordes sont arrangées et conduites par Ann Marie Calhoun)

## Production
- Produit par Glen Ballard, Mike Campbell et Dave Stewart
- Ingénieurs : Scott Campbell, Ned Douglas, Karen Johnston, Mike Linett, John McBride
- Assistants : Marcus Johnson, Shin Miyazawa, Chris Owens
- Mixage : Chris Lord-Alge; assisté par Keith Armstrong, Nik Karpin, Andrew Schubert et Brad Townsend
- Masterisé par Ted Jensen